# Tim Goss
Tim Goss (28 febbraio 1963) è un ingegnere britannico.

## Biografia
Goss si è laureato presso l'Imperial College di Londra, dove ha anche completato gli studi post laurea specializzati in accensione dei motori sovralimentati. Goss si unì alla Cosworth nel 1986.
Goss è entrato in McLaren nel 1990, diventando l'ingegnere responsabile del progetto di installazione del motore. È stato poi nominato assistente ingegnere di gara di Mika Häkkinen, e poi è diventato ingegnere capo squadra prove. Dopo aver lavorato come capo della dinamica del veicolo, ha poi lavorato come capo-ingegnere powertrain, che lo ha visto più di vedere l'introduzione del primo cambio seamless-spostamento di F1 nel 2005.
Nel 2005 è stato nominato ingegnere capo per la McLaren MP4-21 e ha guidato il team di progettazione ingegneristica di Adrian Newey. Dopo qualche gara divenne ben presto chiaro che non era competitivo come la sua predecessore, la MP4 -20, nonostante un miglioramento apparente affidabilità. La McLaren non ha vinto una gara per tutta la stagione, per la prima volta dal 1996.
Goss è stato nominato direttore dell'ingegneria, nel gennaio 2011. Nel febbraio 2013 la McLaren, vista la partenza di Paddy Lowe per la Mercedes, Goss è stato nominato Direttore Tecnico. 
Ricopre questo ruolo fino al 26 aprile 2018, data nella quale Goss viene licenziato dalla McLaren.